# Nyakuichiōji
Nyakuichiōji (若一王子) est une divinité syncrétique shinto-bouddhiste faisant partie de Kumano Gongen. Elle est identifiée à Amaterasu et est vénérée au sanctuaire de Nyakuichiōji.
Au sein du Kumano Sanzan, les douze divinités de Kumano sont réparties en trois groupes : Sansho Gongen, Gosho Oji, et Shisho Myojin. Nyakuichiōji est la plus éminente des Gosho Oji. Son prototype bouddhiste (本地仏) est Ekādaśamukha, qui est associé à Amaterasu Ōmikami et à Ninigi-no-Mikoto. Cette divinité est honorée dans la quatrième salle du sanctuaire Kumano Hongū-taisha et Kumano Hayatama-taisha, ainsi que dans la cinquième salle du Kumano Nachi Taisha. Ces sites sont désormais connus sous le nom de Wakamiya, symbolisant Amaterasu Ōmikami.
Avec la popularité croissante du culte de Kumano à travers le Japon, des sanctuaires Kumano Gongen dédiés à Nyakuichiōji ont été établis en divers lieux. Après la période de shinbutsu shūgō et l'ère Meiji, de nombreux sanctuaires ont recentré leur culte vers Amaterasu Ōmikami ou Ninigi-no-Mikoto, bien que certains continuent de vénérer Nyakuichiōji sous son nom d'origine.

## Sanctuaires
- Ōji-jinja (en) dans l'arrondissement de Kita, Tokyo.
- Sanctuaire Wakaichi Oji à Anjo, préfecture d'Aichi.
- Nyakuichiōji-jinja à Ōmachi, préfecture de Nagano. Le sanctuaire est dédié au prince Wakaiichi, qui est vénéré dans la cinquième salle du sanctuaire de Nachi Taisha.
- Le bosquet sacré du Wakaichioji-jinja (ja) à Wakaoji et Fujieda 5-chome, Fujieda, préfecture de Shizuoka.
- Kumano Nyakuōji-jinja (ja) dans le quartier de Sakyō-ku, Kyoto. L'Empereur Go-Shirakawa a consacré Kumano Gongen. Il est également connu sous le nom de Sanctuaire Wakaoji ou Wakaoji-san[1],[2].
- Nyakuichi-jinja (ja) à Honmachi, Shichijō (ja), quartier de Shimogyō-ku, ville de Kyoto. C'était l'emplacement de Taira no Kiyomori, Nishihachijodono[3],[4] ;
- Un sanctuaire à Tanabe, préfecture de Wakayama. Il n'existe plus, mais un monument à Nyakuichi Oji Gongen se trouve sur le site ;
- L'ancien nom de Susami-ōji-jinja (ja) à Susami, district de Nishimuro était Sanctuaire Nyakuichi Oji Gongen ;
- Kumano-jinja à Kumano-cho, Nishinomiya, préfecture de Hyōgo, était anciennement connu sous le nom de Sanctuaire Nyakuoji ;
- L'ancien nom de Heinosō-jinja (ja) à Heisocho (ja), ville de Kakogawa, préfecture de Hyōgo, est Hira no Sho Wakaichi Oji Gongen ;
- Sanctuaire Nyakuichi ōji-jinja (ja) - Takamatsu, préfecture de Kagawa ;
- Sanctuaire Nyakuichi ōji-jinja (ja) - ville de So, préfecture de Kagoshima.

## note de bas de page
1. ↑  « Sanctuaire Wakaoji », KYOTO-design, k-iweb (consulté le 19 décembre 2019)
2. ↑  « Sanctuaire Wakaoji », コトバンク, 朝日新聞社・VOYAGE MARKETING (consulté le 19 décembre 2019)
3. ↑  Sanctuaire Nyakuichi.京都観光Navi (京都市観光協会)
4. ↑  Sanctuaire Nyakuichi.ほっこり京都生活 (わかさ生活)